# Marshville
Marshville és una població dels Estats Units a l'estat de Carolina del Nord. Segons el cens del 2000 tenia 2.360 habitants.

## Demografia
Segons el cens del 2000, Marshville tenia 2.360 habitants, 812 habitatges i 578 famílies. La densitat de població era de 444,5 habitants per km².
Dels 812 habitatges en un 37,8% hi vivien nens de menys de 18 anys, en un 50,7% hi vivien parelles casades, en un 15,9% dones solteres, i en un 28,8% no eren unitats familiars. En el 24,5% dels habitatges hi vivien persones soles l'11,3% de les quals corresponia a persones de 65 anys o més que vivien soles. El nombre mitjà de persones vivint en cada habitatge era de 2,79 i el nombre mitjà de persones que vivien en cada família era de 3,36.
Per edats la població es repartia de la següent manera: un 28,8% tenia menys de 18 anys, un 8,2% entre 18 i 24, un 29,2% entre 25 i 44, un 19,3% de 45 a 60 i un 14,5% 65 anys o més.
L'edat mediana era de 34 anys. Per cada 100 dones de 18 o més anys hi havia 81 homes.
La renda mediana per habitatge era de 36.140 $ i la renda mediana per família de 42.589 $. Els homes tenien una renda mediana de 30.039 $ mentre que les dones 21.413 $. La renda per capita de la població era de 15.498 $. Entorn del 8,3% de les famílies i el 10,9% de la població estaven per davall del llindar de pobresa.

## Poblacions més properes
El següent diagrama mostra les poblacions més properes.